# Mamestra unicolor
Mamestra unicolor là một loài bướm đêm trong họ Noctuidae.